# Erzurumspor FK
El Erzurumspor Futbol Kulübü (en español: Erzurumspor Club de Fútbol), hasta 2022 llamado Büyükşehir Belediye Erzurumspor, es un equipo de fútbol de Turquía que juega en la TFF Primera División, la segunda categoría de fútbol en el país.

## Historia
Fue fundado en el año 2005 en la ciudad de Erzurum y en la temporada 2011 salen por primera vez de las divisiones regionales luego de ganar el ascenso a la TFF Tercera División.
En 2016 logran el ascenso a la TFF Segunda División, donde solo estuvieron una temporada luego de ganar el ascenso a la TFF Primera División para la temporada 2017/18.
El club termina en quinto lugar de la TFF Primera División en la temporada 2017/18 y se clasifica a la fase de playoff, donde logra el ascenso a la Superliga de Turquía por primera vez en su historia, donde solo estuvieron una temporada luego de descender al terminar en el lugar 17 entre 18 equipos.

## Palmarés
- TFF Tercera División: 1

2015/16
- Bölgesel Amatör Lig: 1

2010/11